# Carl Cohn
Carl Johann Cohn (* 19. November 1857 in Neustrelitz; † 7. Mai 1931 in Hamburg) war ein deutscher Überseekaufmann, Politiker der Deutschen Demokratischen Partei (DDP) und Senator. 

## Leben

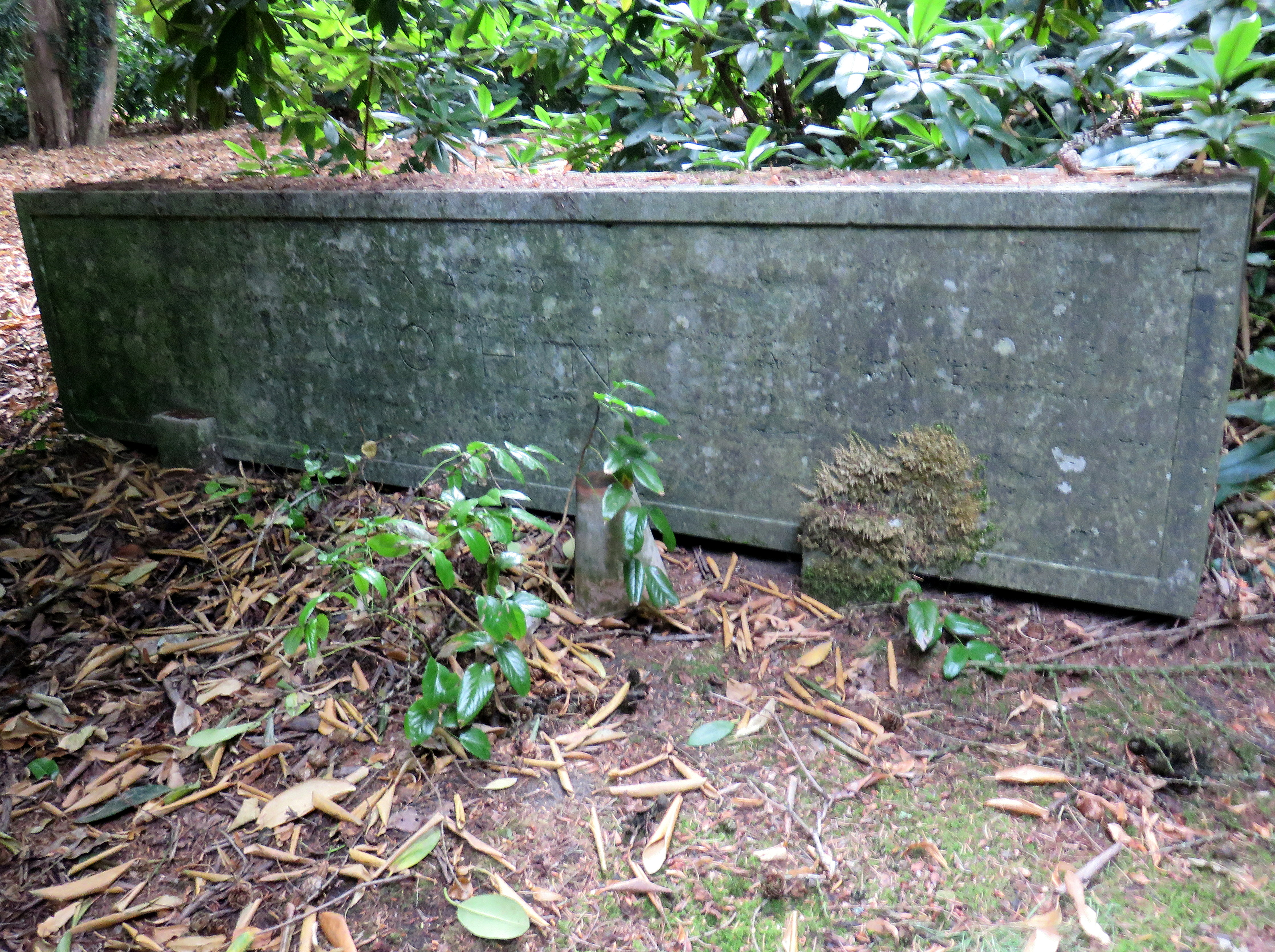
Grabmal Senator Cohn (von Rudolf Lodders, 1931) auf dem Friedhof Ohlsdorf

Carl Cohn, der jüdischen Glaubens war, stammte aus Neustrelitz, besuchte dort wie sein Bruder Emil Cohn das Gymnasium Carolinum, bis er 1877 als Lehrling in die Hamburger Firma David Lippert & Co eintrat. David Lippert war ein Hamburger Wollhändler, der eine Cousine von Cohns Mutter geheiratet hatte. Die Firma betätigte sich vor allem im Handel mit Südafrika und war zeitweise auch im Diamantenhandel involviert. Nach Aufenthalten in England und Schottland ging auch Cohn im Auftrag von D. Lippert & Co nach Südafrika. Nachdem Lippert & Co 1882 zahlungsunfähig geworden war, gründete Cohn 1883 die Firma Arndt & Cohn, die ebenfalls vor allem im Handel mit dem südlichen Afrika aktiv war. Sie hatte Niederlassungen in Durban, Port Elizabeth, Johannesburg und Kapstadt. Sie soll zu den größten und angesehensten Im- und Export-Handelshäusern Hamburgs gehört haben. Die Firma wurde 1938 arisiert. Neben seiner kaufmännischen Tätigkeit war Cohn auch als ehrenamtlicher Handelsrichter tätig. Zudem gehörte er den Aufsichtsräten der Hamburger Wasserwerke und der Hamburgischen Electrizitätswerke an.
Auf dem Hamburger Friedhof Ohlsdorf befindet sich bei Planquadrat S 6 nahe der Kapelle 1 die Grabstätte Senator (Carl) Cohn.

## Abgeordneter und Partei
Cohn war von 1913 bis 1929 durchgehend Mitglied der Hamburgischen Bürgerschaft. Erst in der Fraktion der Vereinigten Liberalen und ab 1919 in der Weimarer Republik in der 1918 von ihm mitbegründeten linksliberalen DDP. 
Ein Vorbild, Mentor und Wegbegleiter Cohns war der ehemalige Hamburger Bürgermeister Carl Wilhelm Petersen. In einem Brief an ihn schrieb Cohn am 27. September 1918: 

„Sie haben meinem Leben einen neuen Inhalt gegeben, als Sie mich veranlassten, mich um Politik zu kümmern. Ich folgte Ihnen, weil ich nicht andere konnte; der Zauber Ihrer Persönlichkeit hatte es mir angethan.“

## Öffentliche Ämter

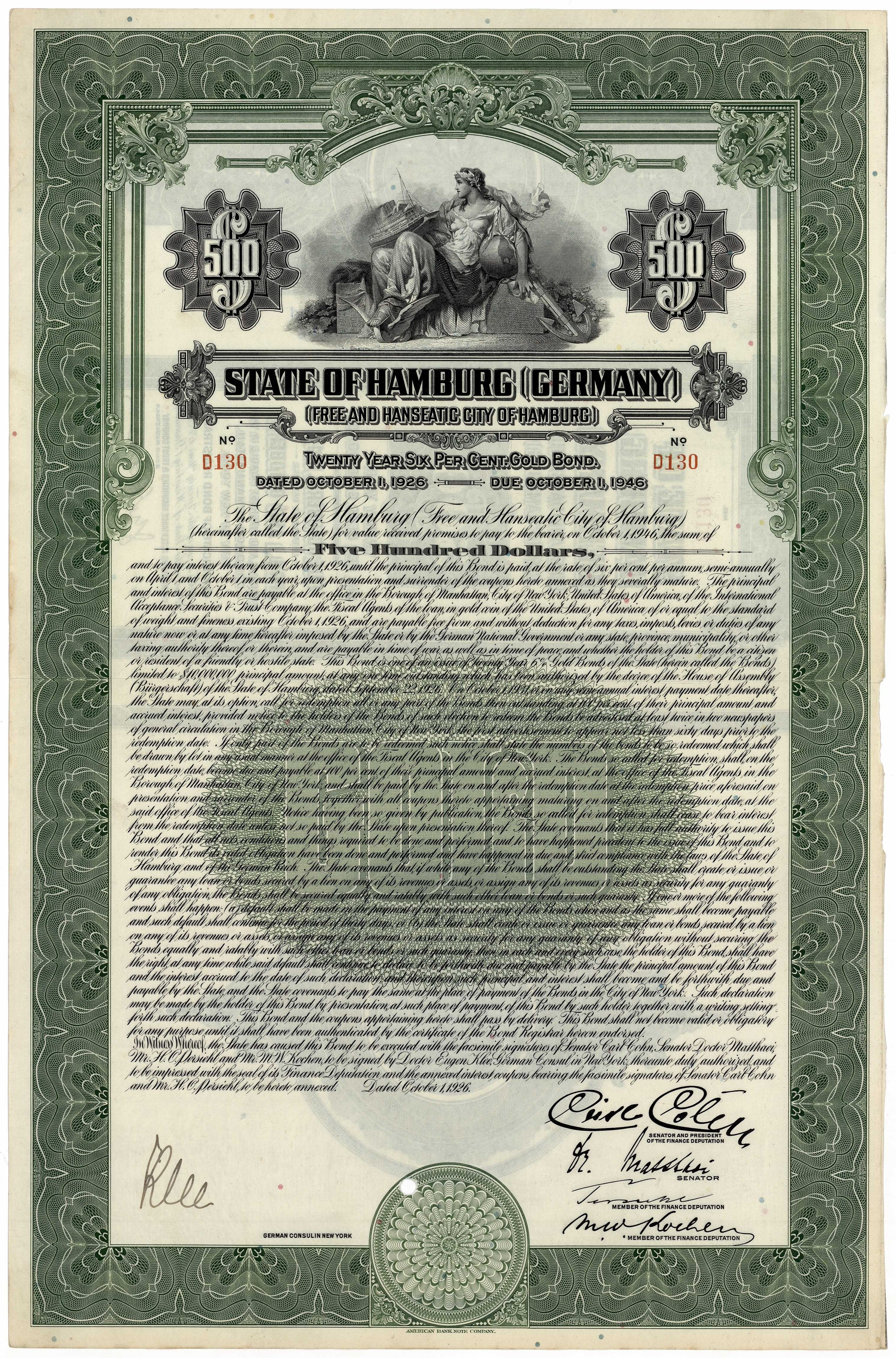
Amerikanische Anleihe der Hansestadt Hamburg vom Oktober 1926 mit Unterschrift von Finanzsenator Carl Cohn

Vom 23. März 1921 bis zum 20. Juni 1929 übte Cohn das Amt eines Hamburger Senators aus.
Nach dem Tod von Arnold Diestel 1924 übte Cohn bis 1929 das nach dem ersten Bürgermeister einflussreichste Amt des Hamburger Senats, das des Finanzsenators aus. Die Wirtschaft Hamburgs und der Hafen wurden durch die Folgen des Ersten Weltkrieges und des Versailler Vertrages stark beeinträchtigt. Dennoch gelang es Cohn 1926 dank seiner guten Verbindungen eine billige langfristige internationale Anleihe zu bekommen, die die Finanzsituation der Stadt nachhaltig besserte. Auch billige kurzfristige Anleihen wurden zum Schulbau benutzt. Cohns Warnungen vor den Problemen dieser Finanzierung blieben ungehört. Die allgemein solide Finanzpolitik von Cohn und seine Funktion als „rechte Hand“ des Staatsrats Leo Lippmann wurden in der Hamburger Politik von den Fraktion aller nicht extremen Parteien sehr geschätzt.
Anlass für Cohns Rücktritt war ein Streit, um die Senatsverkleinerung. Um ihre Sparbereitschaft zu demonstrieren, vereinbarte die Koalition, den Senat zu verkleinern und wie vor dem Ersten Weltkrieg halbamtliche Senatoren einzuführen, dazu sollten zwei SPD-Senatoren und je ein Senator von der DDP und der DVP ihr Amt nur noch unbezahlt, also ehrenamtlich ausfüllen. Dazu sollten sie zurücktreten, um dann als halbamtliche Senatoren wieder gewählt zu werden. Im Falle Cohns wären aber die dadurch fälligen Einsparungen durch die sofort fällig gewordenen Pensionszahlungen zunichtegemacht worden. Daher wollte er nicht zurücktreten. Zwar waren auch die Koalitionspartner bereit, in seinem Falle eine Ausnahme zu machen. Doch drängte vor allem seine eigene Fraktion auf seinen Rücktritt. Cohn hatte schon vorher in wichtigen Fragen wie der Höhe des Hafengeldes im Senat eine andere Meinung als Carl Wilhelm Petersen und Walter Matthaei gehabt. Petersen und Matthaei, der ihm dann auch im Amt des Finanzsenators nachfolgen sollte, betrieben dann auch Cohns Absetzung. An seiner Stelle wurde Curt Platen vom linken Parteiflügel der DDP in den Senat gewählt.
1929 schied fast gleichzeitig mit Cohn auch der einzige andere jüdische Senator aus, der SPD-Politiker Max Mendel; für dessen Rücktritt wurden zwar gesundheitliche Gründe angegeben, es wird aber vereinzelt davon ausgegangen, dass die Motivation für diesen Schritt zum Teil der immer offenere Antisemitismus war.
Der Publizist Erich Lüth gibt als einen der Gründe des Ausscheidens an, man habe Mendel und Cohn nicht mehr zugetraut, „die wirtschaftlichen Probleme der Stadt in den Griff zu bekommen“. Zudem sei Cohn in der „alten Zeit“ verwurzelt und nicht offen für neue Ideen gewesen. Er habe lediglich auf eine Besserung der finanziellen Lage gehofft, aber nichts wirkliches dafür getan. Lüth war damals selber Mitglied der DDP-Fraktion in der Bürgerschaft und betrieb die Absetzung Cohns mit.

## Ehrungen
- Zu Ehren Cohns wurden die Carl-Cohn-Straße in Hamburg-Alsterdorf und Hamburg-Winterhude und die dort befindliche Grundschule nach ihm benannt.
- 1929 erhielt er die Bürgermeister-Stolten-Medaille der Hansestadt Hamburg.[11]